# Inside Out (canção de The Chainsmokers)
"Inside Out"  é uma canção da dupla de DJs estadunidense The Chainsmokers, gravada para o seu segundo extended play (EP) Collage. Conta com a participação da cantor sueco Charlee. Foi composta pelo integrante Andrew Taggart com o auxílio de Charlee, enquanto a produção ficou a cargo da dupla.  O seu lançamento ocorreu em 1 de abril de 2016, através das gravadoras Disruptor Records e Columbia Records, servindo como o segundo single do projeto.

## Faixas e formatos
| Download digital |                            |         |  |
| N.º              | Título                     | Duração |  |
| 1.               | "Inside Out" (com Charlee) | 3:53    |  |

| Download digital (Danny Dove Club Edit) |                                              |         |  |
| N.º                                     | Título                                       | Duração |  |
| 1.                                      | "Inside Out" (com Charlee) (DubVision Remix) | 4:59    |  |

## Desempenho nas tabelas musicais

### Posições
| Tabela musical (2016)                       | Melhor posição |
| ------------------------------------------- | -------------- |
| Canadá (Canadian Hot 100)                   | 72             |
| Estados Unidos (Hot Dance/Electronic Songs) | 13             |